# Брегенцервалд
Бергенцервалд (на немски: Bregenzerwald) е планинска област в Западна Австрия, провинция Форарлберг. Тя е част от Алпите, включва водосборната област на река Брегенцер Ах и е известна със зимните си курорти. Бергенцервалд се подразделя на две части - Фордервалд, която е по-ниска и близка до долината на река Рейн на запад, и Хинтервалд, която е високопланинска, с надморска височина до 2134 m (връх Глатхорн). Най-големият град в областта е Бецау.